# Phenoxymethylpenicillin
Phenoxymethylpenicillin, auch Penicillin V genannt, ist ein bakterizides (bakterienabtötendes) Antibiotikum aus der Gruppe der Penicilline. Es gehört zur Wirkstoffklasse der β-Lactam-Antibiotika und ist β-Lactamase-empfindlich (= Penicillinase-sensitiv). Penicillin V ist ein Schmalspektrumpenicillin und hauptsächlich gegen bestimmte Streptokokken und Staphylokokken aus der Gruppe der grampositiven Erreger wirksam.

## Geschichtliches
Penicillin V wurde 1951 beim Antibiotikahersteller Biochemie GmbH im tirolerischen Kundl von den Forschern Ernst Brandl und Hans Margreiter entdeckt und am 22. April 1952 zum Patent angemeldet. Es war das erste Penicillin, das peroral verabreicht werden konnte. 1953 wurde Penicillin V, erst in Österreich, etwas später (unter dem Namen Ospen, Eli Lilly) weltweit auf den Markt gebracht. 1954 führte Bayer Penicillin V (als freie Säure) als Oratren ein. 1955 wies Karl Hermann Spitzy unter mehreren säurestabilen Penicillinen Penicillin V als das wirkungsvollste nach. Die Biochemie GmbH wurde später von Sandoz aufgekauft und produziert Penicillin V unter dem Markennamen Ospen bis heute. Darüber hinaus gibt es mittlerweile eine Reihe von Generika.

## Darreichungsform
Phenoxymethylpenicillin wird in der Regel als Phenoxymethylpenicillin-Kalium eingesetzt zur Herstellung von Filmtabletten, Sirup und Lösung bzw. Trockensubstanz zur Herstellung einer Lösung.
Phenoxymethylpenicillin ist verschreibungspflichtig. 

## Pharmakokinetik
Phenoxymethylpenicillin wird im Zwölffingerdarm (Duodenum) zu etwa 60 % resorbiert, gleichzeitige Nahrungsaufnahme vermindert die Resorption. Innerhalb von 30 bis 60 Minuten werden maximale Serumkonzentrationen erreicht. Die Bioverfügbarkeit (gemessen als Fläche unter der Kurve) verhält sich nach Gabe einer oralen Einzeldosis im Bereich von 0,12 bis 3 Gramm dosisproportional.
Phenoxymethylpenicillin wird zum großen Teil unverändert über die Niere (renal) eliminiert. Ein geringer Teil wird mit der Galle ausgeschieden. Etwa ein Drittel der Dosis wird in biologisch nicht aktive Metaboliten wie beispielsweise Penicilloinsäure umgewandelt. Die Plasmahalbwertszeit ist dosisabhängig und liegt bei uneingeschränkter Nierenfunktion bei etwa 30 bis 45 Minuten.
Sechs Stunden nach oraler Einmalgabe ist der Phenoxymethylpenicillin-Plasmaspiegel bis unter die Nachweisgrenze abgesunken. Phenoxymethylpenicillin durchdringt Nieren, Lunge, Leber, Haut und Schleimhäute gut, Muskulatur, Knochen, Nervengewebe und Gehirn schlecht.

## Anwendungsbereich
Hauptanwendungsgebiete sind leichte bis mittelschwere Infektionen, die durch grampositive Erreger, darunter zahlreiche anaerobe Keime (Bakterien), verursacht werden. Therapeutisch lässt sich die bakterizide Wirkung des Phenoxymethylpenicillins vor allem gegen Infektionen, die durch β-hämolysierende grampositive Streptokokken der Lancefield-Gruppe A (Streptococcus pyogenes) verursacht worden sind, einsetzen; dabei hemmt Phenoxymethylpenicillin die Zellwand-Synthese der Bakterien, die sich rasch teilenden Bakterien können ihre Zellwand (Murein) nicht mehr aufbauen: sie sterben ab. Zu diesen Infektionen zählen vor allem Hals- bzw. Rachen-Infektionen, wie z. B. die „klassische“ Angina tonsillaris (streptokokkeninduzierte Tonsillitis, eitrige Mandelentzündung), das „klassische“ Erysipel (streptokokkeninduzierter Rotlauf, Wundrose), Scharlach und rheumatisches Fieber; in 90 % der Fälle wirkt Phenoxymethylpenicillin auch gegen dentogene aerob-anaerobe Mischinfektionen (Zahnfleischentzündungen u. a.). Das Wirkungsspektrum ist somit ziemlich eng: nur wenige, typischerweise von β-hämolysierenden Streptokokken der Lancefield-Gruppe A hervorgerufene Infektionen mit diese kennzeichnenden Symptomen lassen sich in der Regel in kurzer Zeit erfolgreich – unter unabdingbarer Kontrolle des Erfolges – therapieren; auf ein Antibiogramm kann in diesen Fällen verzichtet werden.
Prophylaktisch kann Phenoxymethylpenicillin bei operativen Eingriffen im Mundbereich, am Zahnhalteapparat (Zahnextraktion) und im oberen Respirationstrakt das Angehen einer Sepsis lenta, einer (bakteriellen Endokarditis), eines rheumatischen Fiebers oder einer Chorea minor (Veitstanz) verhindern.
Als hoch Penicillin- und damit auch Phenoxymethylpenicillin-empfindlich erweisen sich die Streptokokken der Lancefield-Gruppen C, G, H, L und M, die mittels 'bunter Reihe', gegebenenfalls Antibiogramm ermittelbar sind.
Nasen- oder Ohren-Infektionen sind öfter Mischinfektionen von z. B. Streptokokken und anderen Erregern, insbesondere dem Penicillin-unempfindlichen Haemophilus influenzae, und werden in der Regel mit breiter wirksamen Antibiotika behandelt.
Unempfindlich auf (Phenoxymethyl-)Penicillin reagieren Streptokokken der Serogruppe D (Enterokokken).
Staphylokokken sind im Falle kleinherdiger Hautentzündungen (kleiner Abszess, Furunkel, Impetigo contagiosa, umschriebene Pyodermie, kleine Phlegmone, Erysipeloid) ebenfalls Phenoxymethylpenicillin-empfindlich. Staphylokokken können jedoch Penicillinase bilden, ein Enzym, das Penicilline spaltet und so unwirksam macht. In der Regel wird auf andere, breiter wirksame, speziell penicillasefeste Antibiotika ausgewichen, gegebenenfalls auf penicillinasefeste Penicilline.
Pneumokokken (Streptococcus pneumoniae), die Infektionen der tiefen Atemwege bedingen können wie insbesondere eine von gelblichem bis grünlichem Auswurf begleitete bakterielle Bronchitis oder Peribronchitis resp. angehende Bronchopneumonie, sprechen auf Penicillin V an. In aller Regel wird wegen der Möglichkeit einer Mischinfektion mit Penicillin-V-unempfindlichen Keimen (z. B. Haemophilus influenzae) auf andere, breiter wirksame Antibiotika ausgewichen. Ausgenommen von dieser Regel sind Kinder mit Sichelzellanämie, die zum Schutz vor einer Pneumokokken-Infektion prophylaktisch Phenoxymethylpenicillin erhalten können.
In den zwei zuletzt genannten Fällen sichert die Gewinnung eines Antibiogramms den erfolgreichen Einsatz von Phenoxymethylpenicillin, sofern eine Penicillin-V-Therapie gezielt eingesetzt werden soll und sofern der Erregernachweis eindeutig gelingt.
Die Mischinfektion mit Spirochaeten und Fusobakterien, die zum „klassischen“ Bild der selteneren Angina Plaut-Vincent führt, kann mit Phenoxymethylpenicillin behandelt werden; häufiger werden breiter wirksame Antibiotika eingesetzt.

## Wirkspektrum
Penicillin- und damit auch theoretisch Phenoxymethylpenicillin-empfindlich sind ferner andere grampositive Erreger: Clostridien (Gasbrand), Corynebakterien (Diphtherie) und andere, seltenere Keime wie z. B. Bacillus anthracis (Milzbrand) oder Listeria monocytogenes (Listeriose), gegen die im ausgesuchten Einzelfall, unter Antibiogramm-Einsatz und unter sorgfältiger, in kurzen Abständen erfolgender Therapiekontrolle zwar Penicilline zumal in hoher Dosierung, in aller Regel aber nicht Phenoxymethylpenicillin eingesetzt werden können; je nach Infektionsursache wird auf andere Antibiotika ausgewichen. Sonderfälle stellen der Syphilis- (Treponema pallidum) und der Gonorrhoe-Erreger (Neisseria gonorrhoeae) dar: Standardtherapie der Syphilis ist nach wie vor eine Penicillin-G-Hochdosis-Therapie, hingegen haben die Neisseria gonorrhoeae ihre Penicillinempfindlichkeit heute weitgehend verloren, werden zunehmend gegen alle anderen Antibiotika resistent; beide Erreger sind daher für eine Phenoxymethylpenicillin-Therapie vollkommen ungeeignet. Weitgehend obsolet ist Penicillin V bei bestimmten Formen der Borreliose, bei denen es vor einigen Jahren noch eingesetzt wurde; hier treten heute andere Antibiotika in Anschlag, vor allem und besonders bei Frühformen Tetracycline. Unwirksam ist Phenoxymethylpenicillin gegen gramnegative Erreger: sie besitzen eine nur dünne Bakterienzellwand (Murein).
Keinesfalls geeignet ist Phenoxymethylpenicillin zur Therapie von schweren Infektionen (z. B. Pneumokokken-induzierte schwere akute Bronchopneumonie), Septikämien (Sepsis, Bakteriämie) und bei Vorliegen von Eiteransammlungen in Weichgeweben (Abszess) oder Körperhöhlen (Empyem). Ebenfalls nicht geeignet ist Phenoxymethylpenicillin bei akuter Meningitis und akuter Arthritis, ebenso bei Infektionen mit Streptokokken der Serogruppe D (Enterokokken), die insbesondere bei Immungeschwächten Infektionen innerer Organe auslösen können. Eine erfolgreiche (hoch-dosierte) Penicillin-G-Therapie kann zum Ausklingen der Antibiose durch eine orale Penicillin-V-Therapie abgelöst werden.
Actinomyces bovis (Erreger der Aktinomykose des Rindes) zeigt sich in vitro als Phenoxymethylpenicillin-sensitiv.
Keime, die gegen andere Oralpenicilline und Benzylpenicillin resistent sind, können auch gegen Phenoxymethylpenicillin-resistent sein; Keime mit β-Lactamase produzierende Stämmen, die gegen Aminopenicilline, Tetracycline, Erythromycin und Chloramphenicol resistent sind, können auch gegen Phenoxymethylpenicillin resistent sein.
Ausschließlich Phenoxymethylpenicillin-resistente Keime sind alle penicillinasepositiven Keime, Keime aus der Ordnung der Enterobakterien (mit den Gattungen bzw. Arten Enterobacter spp., Escherichia coli, Salmonella, Shigella, Serratia, Proteus mirabilis, Proteus vulgaris, Klebsiella pneumoniae); weiterhin Campylobacter fetus, Pseudomonadaceae, Haemophilus influenzae, Enterokokken (auch: Streptokokken der Serogruppe D), Brucellen, Mycobacterium spp., Acinetobacter spp., Rickettsia spp., Mycoplasma spp.

## Gegenanzeigen und Anwendungsbeschränkungen
Bei bestehender Überempfindlichkeit gegenüber Penicillin V darf es nicht angewendet werden, mögliche Kreuzallergien sind zu beachten.
Schwere Magen-Darmstörungen mit anhaltendem Durchfall, Erbrechen, gesteigerter Darmmotilität und andere gastrointestinalen Störungen können die Resorption beeinträchtigen und die Wirkung mindern.
Phenoxymethylpenicillin sollte nicht gemeinsam mit Tetracyclinen, Erythromycin oder anderen Makroliden eingesetzt werden, die bakteriostatische Wirkung der Wirkstoffe steht der bakteriziden Wirkung von Penicillin V entgegen: Penicillin V wirkt nur auf sich teilende Keime. Synergistisch, also wirkungsverstärkend, wirkt es zu Aminoglycosiden und sollte nur mit synergistisch wirkenden Antibiotika kombiniert werden.
Vorsicht beim Einsatz von Phenoxymethylpenicillin ist geboten, es kann
- labormedizinisch der nicht enzymatische Harnzuckernachweis, der Urobilinogennachweis und die Aminosäurenbestimmung im Urin mittels der Ninhydrin-Methode jeweils falsch positiv ausfallen, sehr selten kann der direkte Coombs-Test positiv ausfallen[9]
- zu einer Herabsetzung der Wirksamkeit oraler Antikonzeptiva kommen, was den Einsatz nicht-hormoneller Verhütungsmittel erforderlich machen kann[9]
- beim Stillen dem Säugling zugeführt werden, da Phenoxymethylpenicillin in die Muttermilch übertritt; die vermittelte sehr geringe Arzneimenge hat in der Regel kaum unmittelbare Auswirkungen, kann aber die Darmflora des Säuglings irritieren (Durchfall, Fehlbesiedelung durch Pilze) und ihn für Penicillin sensibilisieren[9][10]
- bei Einsatz von Antiphlogistika, Antirheumatika, Antipyretika wie Indometacin, Salicylaten in höherer Dosierung (gegen Rheuma), Sulphinpyrazon, Probenecid (gegen Gicht) und Phenylbutazon (bei Arthrosen) zu unerwünscht hohem Anstieg von Penicillin V im Serum kommen, denn diese bedingen einen zeitlich länger andauernden und erhöhten Penicillin-V-Plasmaspiegel infolge kompetitiver Ausscheidungshemmung[10]
- bei Herzkranken wegen der erhöhten Zufuhr von Kalium zu Störungen des Elektrolytes und damit z. B. zu Herzrhythmusstörungen kommen[10][12]
- bei Nierenkranken oder betagten wegen einer möglichen Niereninsuffizienz, sofern sie ausgeprägter ist, zu unerwünscht hohem Anstieg von Penicillin V im Serum kommen[10][11]
- bei an akuter lymphatischer Leukämie oder an Pfeifferschem Drüsenfieber (Mononucleose) Erkrankten leichter zu Hautveränderungen und Hautausschlägen kommen; das Risiko hierfür ist bei diesen Patienten erhöht[9]
- bei Einsatz von nicht resorbierbaren Aminoglykosiden zwecks Darmsterilisation (z. B. Neomycin) die Penicillin-Resorption herabgesetzt werden[9][10]

## Unerwünschte Wirkungen
Phenoxymethylpenicillin ist vom Kleinkind bis zum Erwachsenen in der Regel gut verträglich, kann aber in 5–10 % der Fälle von relativ harmlosen allergischen Erscheinungen wie einem Nesselfieber (häufig) bis zu akut lebensbedrohlichen, dramatisch ablaufenden allergischen Reaktionen (Quincke-Ödem, anaphylaktischer Schock) (sehr selten) führen; die Penicillin-Allergie stellt eine Typ-1-Allergie bzw. Allergie vom Sofort-Typ dar; selten kann verzögert eine Typ-IV-Allergie bzw. Allergie vom Spättyp auftreten; eine klinische Manifestation des Spättyps ist das schwere Krankheitsbild des Steven-Johnson-Syndroms. Daher ist vor Penicillin-V-Gabe immer nach Hinweisen für eine Penicillin-Allergie zu fahnden. Penicillin-Allergien können in 1 % der Fälle durch Penicillin-haltige Lebensmittel hervorgerufen werden. Eine Kreuzallergie besteht in 5–10 % aller Fälle mit Überempfindlichkeit auf Cephalosporine. Menschen mit allergischer Diathese (exogen-allergisches Asthma bronchiale, allergische Rhinitis (Heuschnupfen), Urticaria) neigen eher zur Ausbildung einer Penicillin-Allergie. Insgesamt verlaufen Penicillin-V-induzierte Allergien milder als jene, die von Penicillin G hervorgerufen worden sind.
Andere unerwünschten Wirkungen treten vor allem bei längerer Verabreichung des Präparates auf; hier sind die Antibiotika-assoziierten Colitis und die Resistenzentwicklung an erster Stelle zu nennen, ferner eine erhöhte Neigung zu Pilzinfektionen.
Selten bis sehr selten sind andere unerwünschte renale (interstitielle Nephritis), hämatologische (hämolytische Anämie, Leukopenien, Eosinophilie u. a.) und hepatische (Anstieg von Leberenzymen) Reaktionen. Bei langfristigen Therapien mit Penicillin V sind daher Laborkontrollen (Blutbild einschließlich Differentialblutbild, Leber- sowie Nierenfunktionstests) notwendig.
Teratogene Wirkungen des plazentagängigen Phenoxymethylpenicillins sind beim Menschen nicht bekannt. Die Verkehrstauglichkeit ist höchstens vernachlässigbar reduziert, in der Regel nicht eingeschränkt.
Anders als in hohen Dosen parenteral verabreichte Penicilline löst Penicillin V in aller Regel keine cerebralen Krampfanfälle aus.